# 派克 (加利福尼亞州)
派克（英語：Pike）是位於美國加利福尼亞州謝拉縣的一個人口普查指定地區。

## 地理
派克的座標為39°26′21″N 120°59′53″W / 39.43917°N 120.99806°W，而該地最高點為海拔高度1050米（即3445英尺）。

## 人口
根據2010年美國人口普查的數據，派克的面積為11.102平方千米，均為陸地。當地共有人口134人，而人口密度為每平方千米12人。